# Hugo Draulans
Hugo Jozef Maria Draulans (Dessel, 9 januari 1934 - Dessel, 11 maart 2022) was een Belgisch tandarts en voormalig politicus voor de VU en later de N-VA.

## Levensloop
Draulans volgde humaniora aan het Sint-Jan Berchmanscollege van Mol. Daarna studeerde hij tandheelkunde aan de Katholieke Universiteit Leuven. Beroepshalve werd hij tandarts.
Tijdens zijn studies was Draulans lid van het Katholiek Vlaams Hoogstudentenverbond en de Kempische Rodenbachbonden. Ook engageerde hij zich in de Vlaamse Volksbeweging, waardoor hij in de Volksunie verzeilde. Van deze partij was hij de voorzitter van de partijafdeling in het arrondissement Turnhout. In 1965 werd hij voor de VU verkozen tot provincieraadslid van Antwerpen. Hij bleef dit tot in 1982. In 1971 werd hij eveneens verkozen tot gemeenteraadslid van Dessel en was dit tot in 2006. Van 1983 tot 1988 was hij burgemeester en van 1989 tot 2000 eerste schepen van de gemeente.
Van 1982 tot 1985 zetelde hij tevens in opvolging van de overleden Wim Jorissen in de Belgische Senaat als rechtstreeks verkozen senator voor het arrondissement Mechelen-Turnhout. In de periode juni 1982-oktober 1985 had hij als gevolg van het toen bestaande dubbelmandaat ook zitting in de Vlaamse Raad. De Vlaamse Raad was vanaf 21 oktober 1980 de opvolger van de Cultuurraad voor de Nederlandse Cultuurgemeenschap, die op 7 december 1971 werd geïnstalleerd, en was de voorloper van het huidige Vlaams Parlement. 
Nadat de Volksunie in 2001 uiteenviel, trad hij toe tot de N-VA. Ook werd Draulans lid van de Orde van den Prince.